# Мікі Лі Соул
Мікі Лі Соул (англ. Mickey Lee Soule; 6 червня 1946, Кортленд, США) — американський клавішник і композитор.

## Біографія
Народився 6 червня 1946 року в США, в містечку Кортленд, штат Нью-Йорк. Грав в різних гуртах починаючи з середини 60-их років, до тих пір поки не був призваний до армії. Після демобілізації приєднався до гурту The Elves, яку очолював Ронні Джеймс Діо. Це сталося після того, як гурт під час поїздки на черговий концерт, потрапив до аварії. Гітарист Нік Пантас загинув, Ронні наклали на голову близько 150 швів. Клавішник Даг Тайлер надовго потрапив до лікарні. Для того, щоб замінити його під час лікування, був запрошений Мікі. Мікі дуже добре грав, встиг зі всіма потоваришувати, і його попросили залишитись. Тайлер після повернення став грати на гітарі. Назву гурту було змінено на Elf.
В 1972 році сталося знайомство музикантів гурту з Роджером Гловером і Ієном Пейсом, які стали продюсерами першого альбому гурту ELF.
В 1974 році гурт виступав на розігріві Deep Purple. Саме тоді Річі Блекмор, який поступово втрачав інтерес до Deep Purple, зблизився з музикантами Elf. Саме з музикантів цього гурту Блекмор через рік сформував свій гурт Rainbow.
У тому ж 1974 році Соул і Діо взяли участь у записі альбому Роджера Гловера The Butterfly Ball.
Незабаром Rainbow приступили до запису дебютного альбому. Блекмор залишився незадоволений диском, і вирішив оновити склад. Крейг Грабер, а потім Гері Дріскол і Соул покинули гурт. Мікі Лі Соул так це описує: «Ми переїхали в Малібу, тому що там жив Річі, і почали репетицію. Але він відразу ж захотів змінити бас-гітариста. Причиною цього рішення була не музична складова, а примха Річі, щось особисте. Незабаром Річі захотів змінити барабанщика. Дріскол був моїм найкращим другом, ми багато пережили разом, до того ж він був класним ударником. Його стиль був в основному орієнтований на американський ритм-енд-блюз, а Річі така манера не подобалась. Так що я був сильно розчарований його рішенням, і це було однією з причин, які спонукали мене піти з гурту». Ніяких концертних записів Rainbow першого складу скоріш за все не збереглося, так як зміни складу сталися до першого великого туру гурту.
Після цього Соул приєднався до гурту Ian Gillan Band, з яким відіграв тільки на одному турі.
Потім Соул повернувся до Нью-Йорку і заробляв грою на клавішних. Пізніше він почав працювати в Deep Purple, налаштовуючи інструменти Джона Лорда перед виступами (його ім'я відзначено на альбомі «Live at the Olympia '96»).
У 2002 році він брав участь у записі альбому Роджера Гловера Snapshot. 

## Дискографія
З Elf
- 1972 — Elf
- 1974 — Carolina County Ball
- 1975 — Trying to Burn the Sun

З Rainbow
- 1975 — Ritchie Blackmore's Rainbow

З Ian Gillan Band
- 2003 — Rarities 1975—1977

Інше
- 1974 — Роджер Гловер «Butterfly Ball and Grasshopper’s Feast»
- 1978 — Роджер Гловер «Elements»
- 1982 — Едді Хардін «Circumstantial Evidence»
- 1990 — A’LA Rock «Indulge»
- 2000 — Deep Purple «Live At The Albert Hall»
- 2002 — Роджер Гловер «Snapshot»
- 2006 — Ієн Гіллан «Gillan’s Inn»